# Grengiols
Grengiols (toponimo tedesco) è un comune svizzero di 432 abitanti del Canton Vallese, nel distretto di Raron Orientale.

## Storia
Al territorio comunale dopo il 1818 fu accorpata la località di Bedle, fino adl allora frazione del comune di Bister.

## Monumenti e luoghi d'interesse
- Chiesa parrocchiale cattolica di San Pietro, eretta nel 1913-1915[2].

## Società

### Evoluzione demografica
L'evoluzione demografica è riportata nella seguente tabella:
Abitanti censiti

## Infrastrutture e trasporti

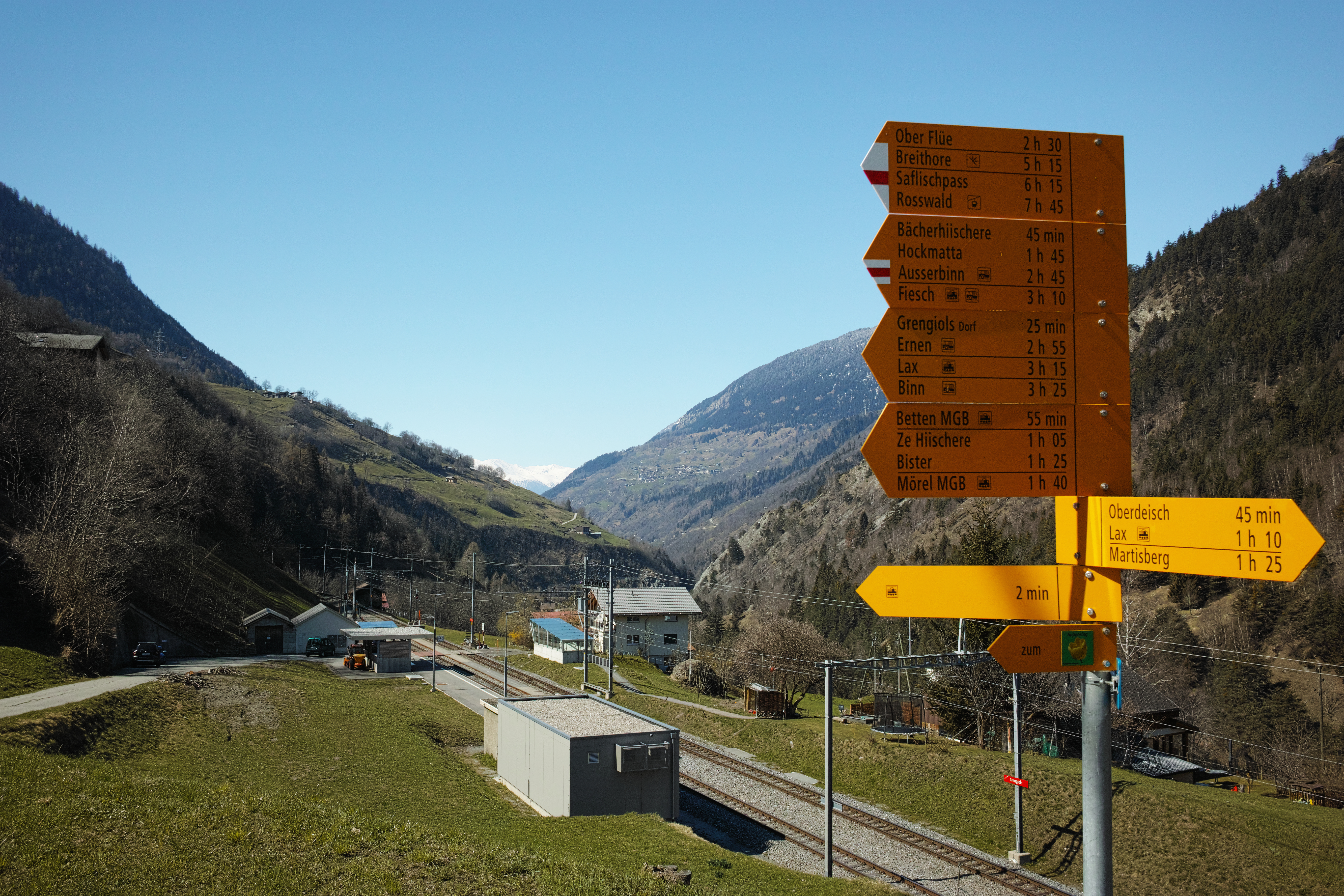
La stazione di Grengiols

Grengiols è servito dall'omonima stazione, sulla ferrovia del Furka-Oberalp.

## Amministrazione
Ogni famiglia originaria del luogo fa parte del cosiddetto comune patriziale e ha la responsabilità della manutenzione di ogni bene ricadente all'interno dei confini del comune.